# Tana
Tana là chi thực vật có hoa trong họ Apiaceae.

## Hình ảnh

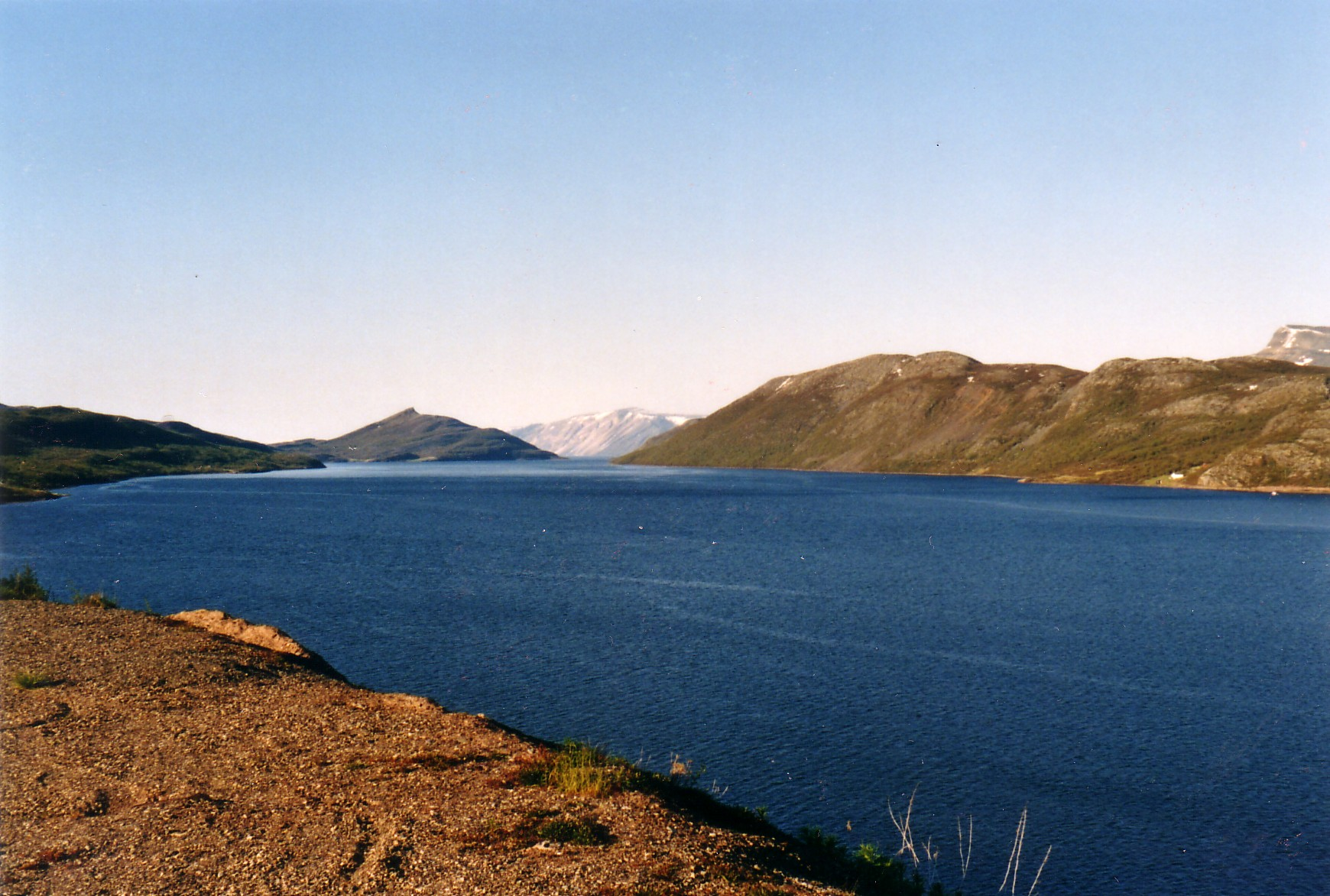
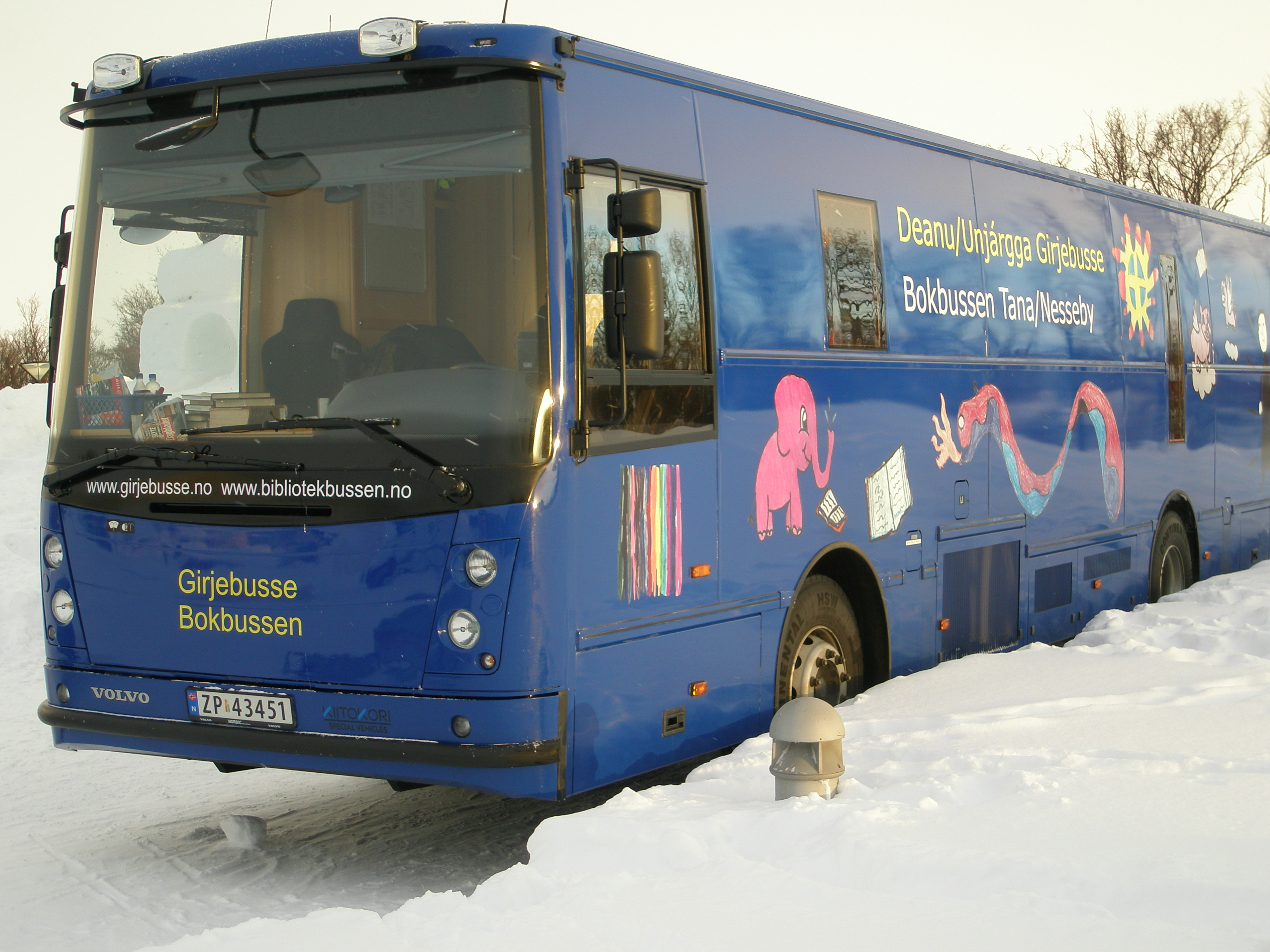
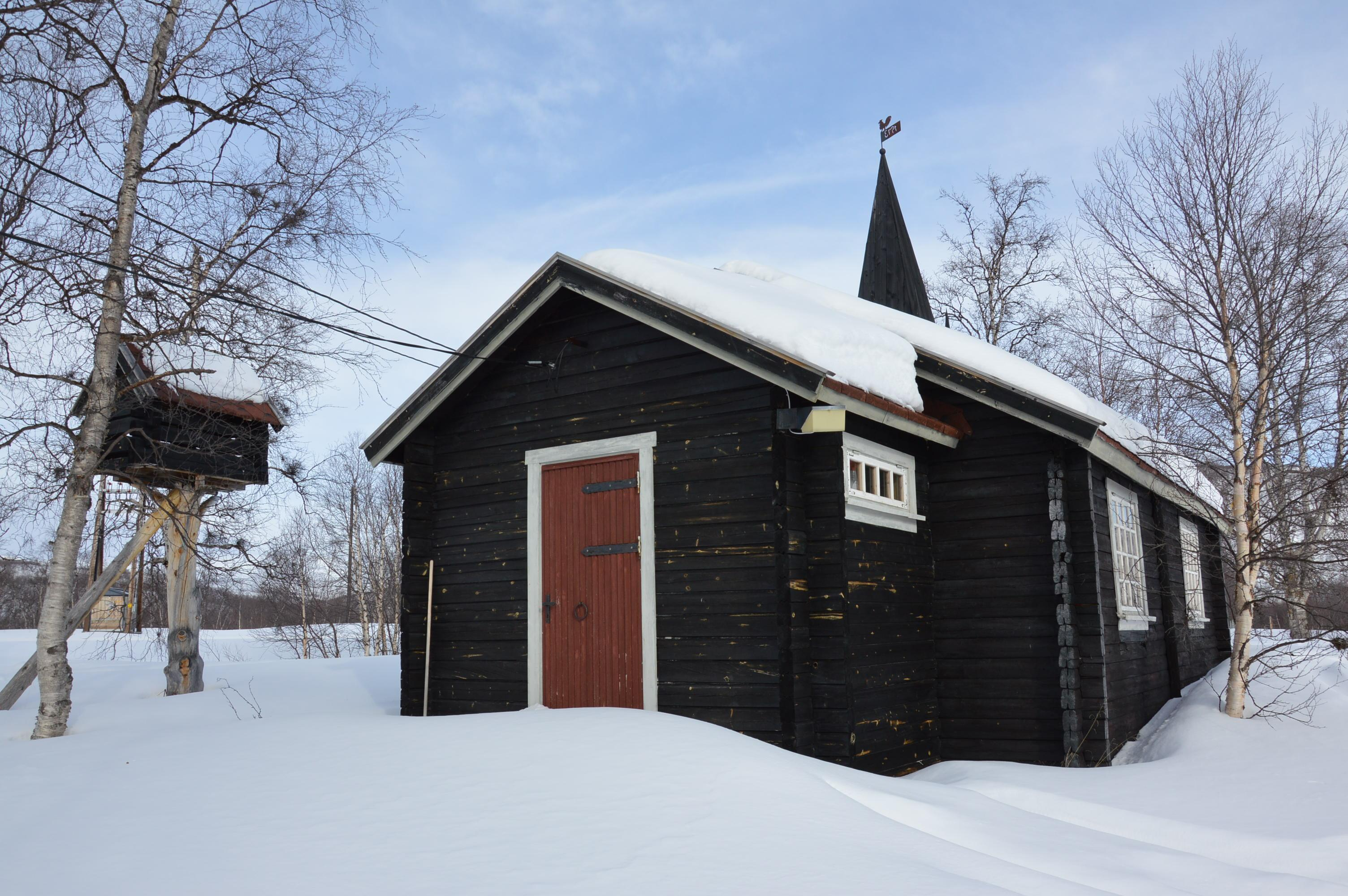